# Палермо (Раквере)
Палермо (эст. Palermo) — район города Раквере, Эстония. 

## География
Район Палермо расположен в южной части Раквере; очерчен Раквереской тропой здоровья, улицей Маазика, дорогой, ведущей к Раквереской больнице в районе Линнурийк, и границей города Раквере.

## История
Название района произошло от названия находившегося в конце современной улицы Тарту трактира, который, в свою очередь, был назван в честь города Палермо на острове Сицилия. В 1848 году на Сицилии вспыхнуло восстание с требованием присоединения острова к Италии. О нём много писали в эстонской прессе. Среди местных детей стали популярны игры «в восстание» — таким образом здесь появилось название Palermo. Трактир «Палермо», как и большинство других трактиров Везенберга, содержал купец по фамилии Привой, умерший в 1886 году. Возле трактира находился летний сад, в котором проводились вечера танцев.

## Лес Палермо
В районе Палермо, к западу от Тартуского шоссе, расположен лесопарк (лес) Палермо. С начала XX века в лесу, на открытом воздухе, проводились состязания пожарных, соревнования по лёгкой атлетике и футболу. В середине 1930-х годов Союз обороны Эстонии построил здесь 100-метровые и 300-метровые стрельбища, которые использовались до конца 1960-х годов. В советский период часть леса Палермо использовалась как карьер, который был рекультивирован городом в 1996 году. В лесу Палермо есть освещённая лыжня (с 1985 года) и тропа здоровья (с 1999 года). В 2009 году рядом с тропой здоровья был устроен спортивный зал под открытым небом.
Тропа здоровья Палермо состоит из 2-километровых и 3-километровых освещённых трасс с опилками и естественным покрытием, которые открыты для любителей катания на лыжах и физических упражнений круглый год. Для посетителей в Палермо также открыты санная гора и фитнес-центр.

## Массовое убийство в лесу Палермо

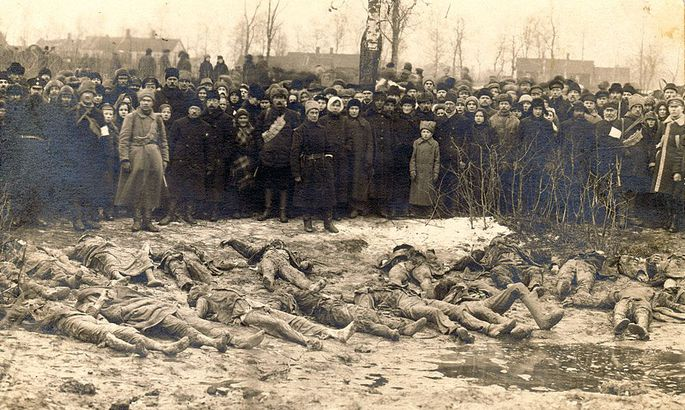
Жертвы расстрела в лесу Палермо, Раквере. 1919 год

В конце 1918 года — начале 1919 года в лесу Палермо большевики расстреляли 82 мирных жителя: хуторян, признанных «кулаками», промышленников, домовладельцев, членов «Кайтселийта», офицеров и солдат Эстонской армии, попавших в плен к «красным», учителей, пасторов, владельцев магазинов, служащих, волостных старшин, волостных писарей, железнодорожных служащих и др. Среди казнённых был священнослужитель Сергий Флоринский. Его святые мощи хранятся в православной церкви Рождества Пресвятой Богородицы в Раквере.

## Памятник Освободительной войне

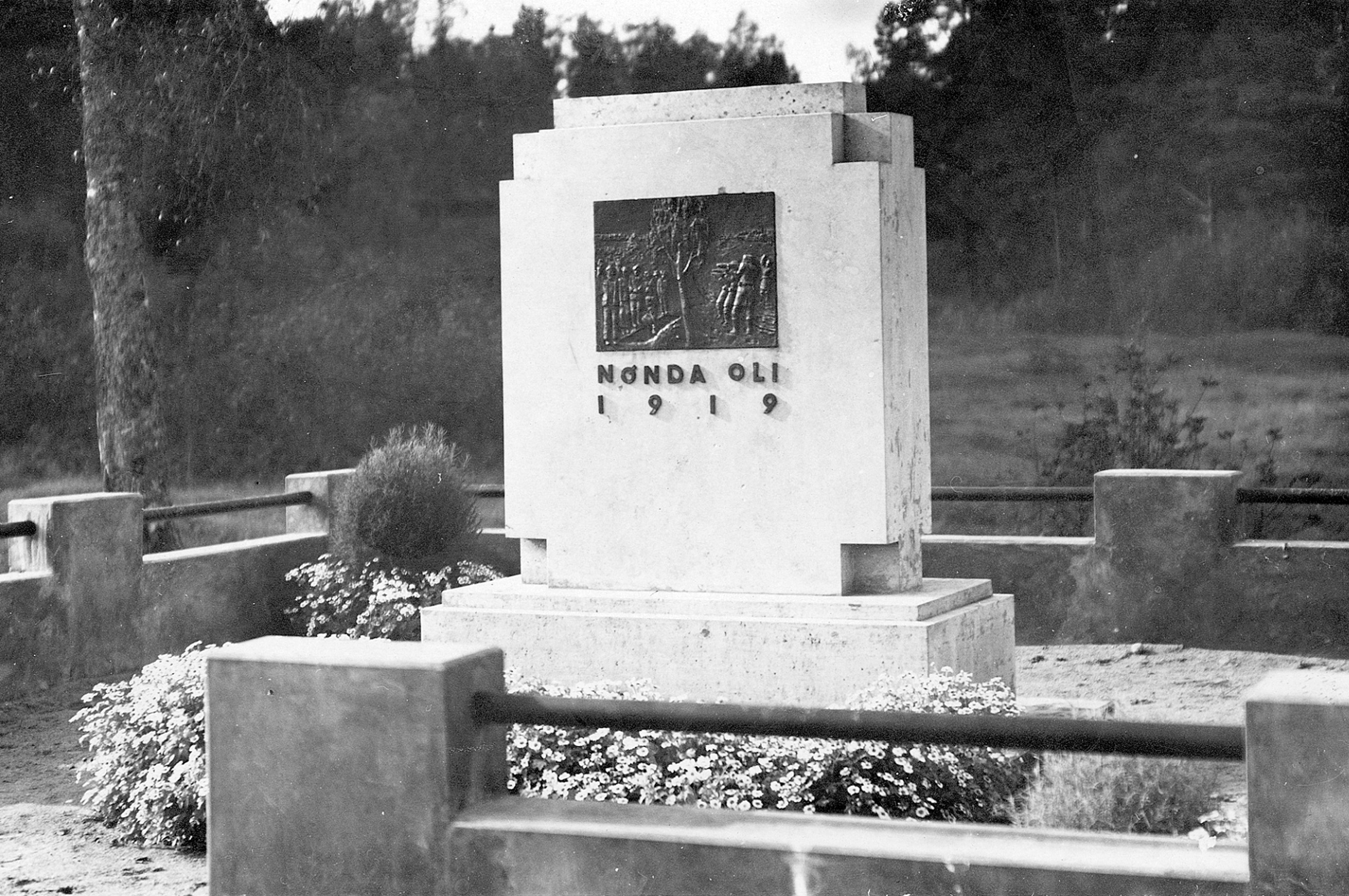
Памятник жертвам «красного террора» в лесу Палермо, Раквере, 1935–1940 годы

В лесу Палермо, на улице Кундера, стоит памятник тем, кто был казнён здесь в конце 1918 — начале 1919 года. В настоящее время он носит название Памятник Освободительной войне, был установлен в 1935 году, в период Первой Эстонской Республики, разрушен советскими властями в 1940 году, восстановлен и заново открыт в 1995 году; в 2003 году внесён в Государственный регистр памятников культуры Эстонии.
Оригинальный памятник выполнил скульптор Аугуст Вомм из сааремааского доломита беловато-серого цвета. Он представлял собой множественный стилизованный крест на двухступенчатом постаменте, на его передней части располагался бронзовый барельеф с изображением расстрела и под ним текст NÕNDA OLI / 1919 (ЭТО БЫЛО / 1919). На обратной стороне памятника была надпись, говорившая о том, что на этом месте большевики убили 82 невинных человека. Памятник был обнесён забором, опирающимся на бетонный фундамент. Нынешний памятник восстановлен как копия, за исключением барельефа и глухой тыльной стороны. Проект реставрации мемориала подготовила архитектор Анна Калдам (Anna Kaldam) на основе старых фотографий. Новый барельеф, символизирующий скорбь, выполнен скульптором Лембитом Пальмом (Lembit Palm).